# Le Collet-de-Dèze
Le Collet-de-Dèze is een gemeente in het Franse departement Lozère (regio Occitanie) en telt 711 inwoners (2004). De plaats maakt deel uit van het arrondissement Florac.

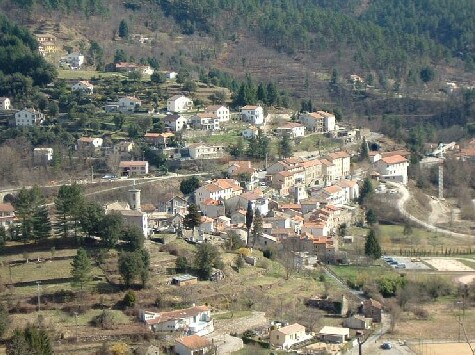
Le Collet-de-Dèze
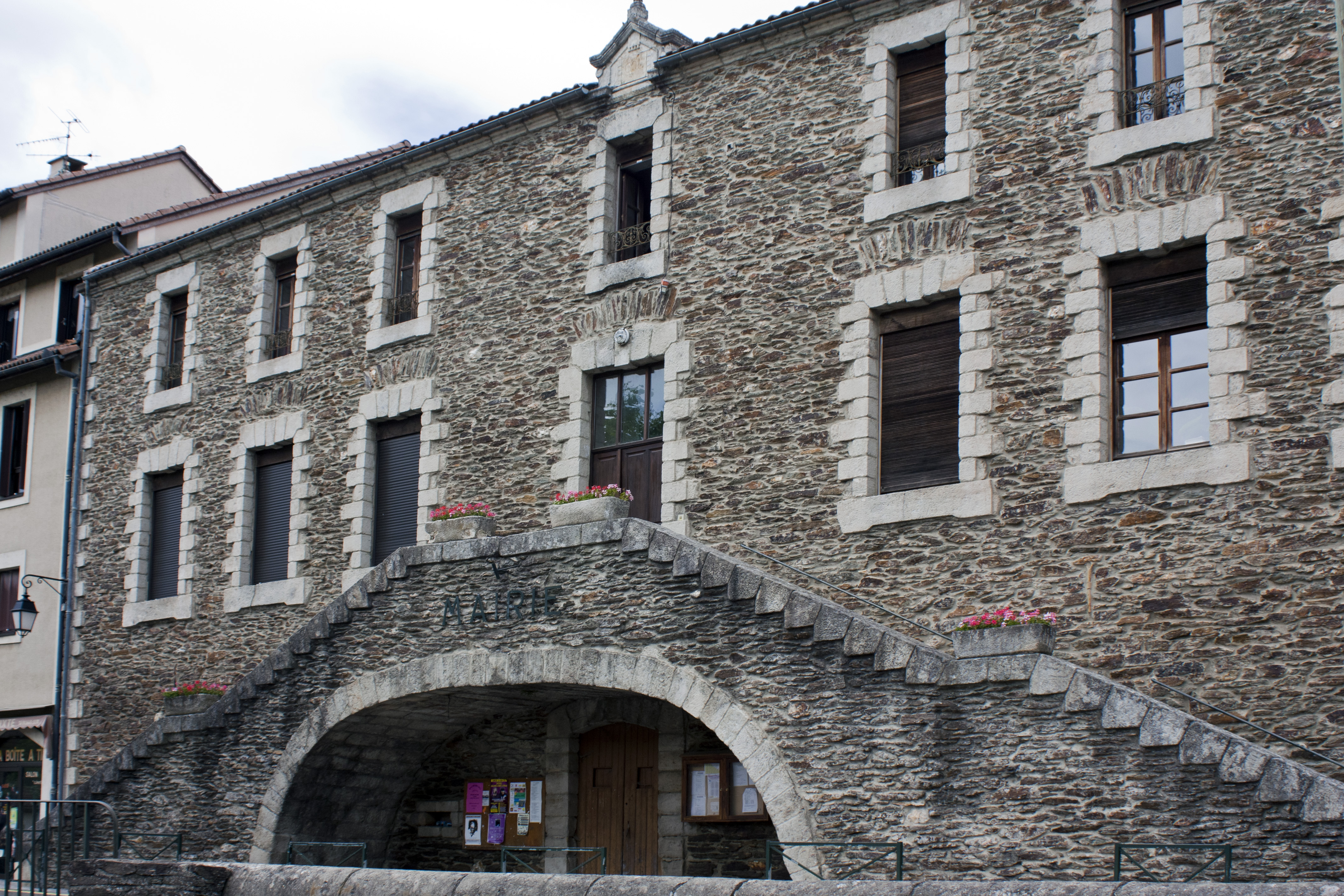
Gemeentehuis

## Geografie
De oppervlakte van Le Collet-de-Dèze bedraagt 26,4 km², de bevolkingsdichtheid is 26,9 inwoners per km².

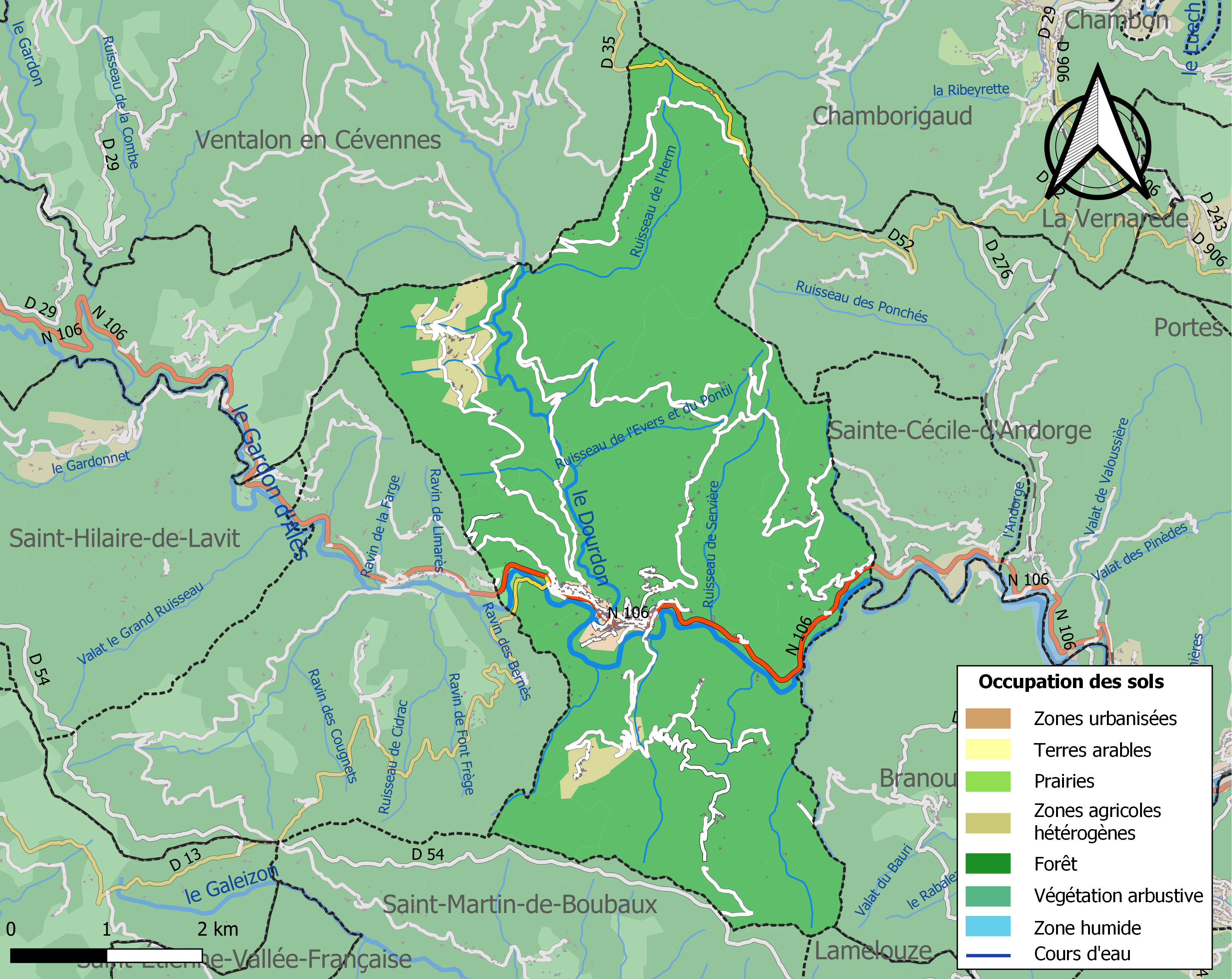
Kaart van de gemeente met de belangrijkste infrastructuur, bodemgebruik en omliggende gemeenten

## Demografie
Onderstaande figuur toont het verloop van het inwonertal (bron: INSEE-tellingen).